# 二裂母草叶龙胆
二裂母草叶龙胆（学名：Gentiana vandellioides var. biloba）是龙胆科龙胆属母草叶龙胆的变种，是中国的特有植物。分布在中国大陆的四川等地，生长于海拔1,600米至2,600米的地区，一般生于草坡或岩石上，目前尚未由人工引种栽培。